# Kōichi Kudō
Kōichi Kudō (jap. 工藤 孝一 Kudō Kōichi; ur. 4 lutego 1909, zm. 21 września 1971) – japoński piłkarz.

## Kariera klubowa
Jako piłkarz grał w klubie Uniwersytet Waseda.